# アトキンソンサイクル

アトキンソンサイクル（英: Atkinson cycle）は容積型内燃機関（オットーサイクル）を基礎として、圧縮比よりも膨張比を大きくして熱効率を改善した内燃機関の一種またはその理論サイクルである。ジェームズ・アトキンソンにより1882年に開発された。

## 基本原理（理論サイクル）

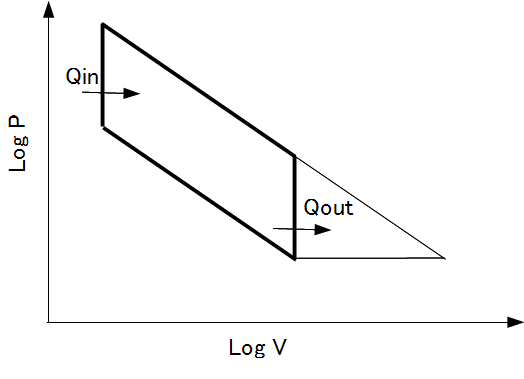
アトキンソンサイクル

オットーサイクルでは圧縮比と膨張比は等しいため、膨張終わり時点での圧力・温度は圧縮始め時点より高く、その圧力・温度エネルギー差が排熱（Qout）として捨てられる。これは理論サイクル上の熱効率の限界である。ここで膨張行程のみを長くし、作動ガス圧力が圧縮開始点と同等となるまで膨張できるならば、排気が持っているエネルギーの一部を取り出すことができ、熱効率の向上につながる。これがアトキンソンサイクルの基本原理である。
理論サイクルとしてのアトキンソンサイクルは、圧縮比よりも膨張比を高くすることにより排熱を少なくする事が目的であり、圧縮比の絶対値とは無関係である。

## 機構と応用例
当初のアトキンソンサイクルは、閉リンク機構とクランク機構を併用して上・下死点の位置をストローク毎に変化させることで、膨張比が圧縮比よりも大きくなる状態を実現したものだが、複雑すぎる機構ゆえに高回転化が困難で、最高出力の向上に限界があったため、レシプロエンジンの主流にはならなかった
。
2013年（平成25年）に本田技研工業（ホンダ）が、4節のマルチリンクからなる簡潔な構造の「EXlink」を開発、ガスコジェネレーション用エンジン（汎用エンジン）として実用化した。ノッキングの懸念がない8.5という低い圧縮比に対し、膨張比は12.3となっている。
一部の車種（トヨタのハイブリッド車と、同じくトヨタのごく一部のガソリン車など、現在ではホンダも含む）では、ミラーサイクルの高膨張比エンジンをアトキンソンサイクルと呼称しているが、ミラーサイクルとアトキンソンサイクルは効果が類似しているが、機構的には異種のものであり、完全な同義ではないことに注意する必要がある。

## ミラーサイクル
実際には圧縮比を14程度まで高めたオットーサイクルに対し、吸気バルブの閉じるタイミングを下死点の前後に一定量ずらすことで実効圧縮比を小さく抑え、当初のものと同等の原理を再現したものがラルフ・ミラーによって考案され、ミラーサイクルとして実用化されている。オットーサイクルとの違いはバルブのカム形状だけであり、従来の部品がほとんどそのまま流用できるのは応用上の大きな利点である。しかしながら同一排気量のオットーサイクルと比べた場合、吸入できる混合気（= 発生熱量）が制限されてしまうため、発生できる出力は低くなってしまう。これを補うため過給機を組み合わせることで機関重量あたりの出力を向上させたものが実用化されている。
熱機関のサイクルとして論じる場合、ミラーサイクルはアトキンソンサイクルの理論を疑似的に再現されたものとして考えることもできるが、内燃機関としての機構を論じる場合は両者は区別しなければならない。ミラーサイクルは、「アトキンソンサイクルのミラー手法」とも言える。
英語圏においては過給機を組み合わせたものだけをミラーサイクルとみなし、自然吸気仕様はアトキンソンサイクルと呼ぶ場合が多い。